# Tortura vaginal

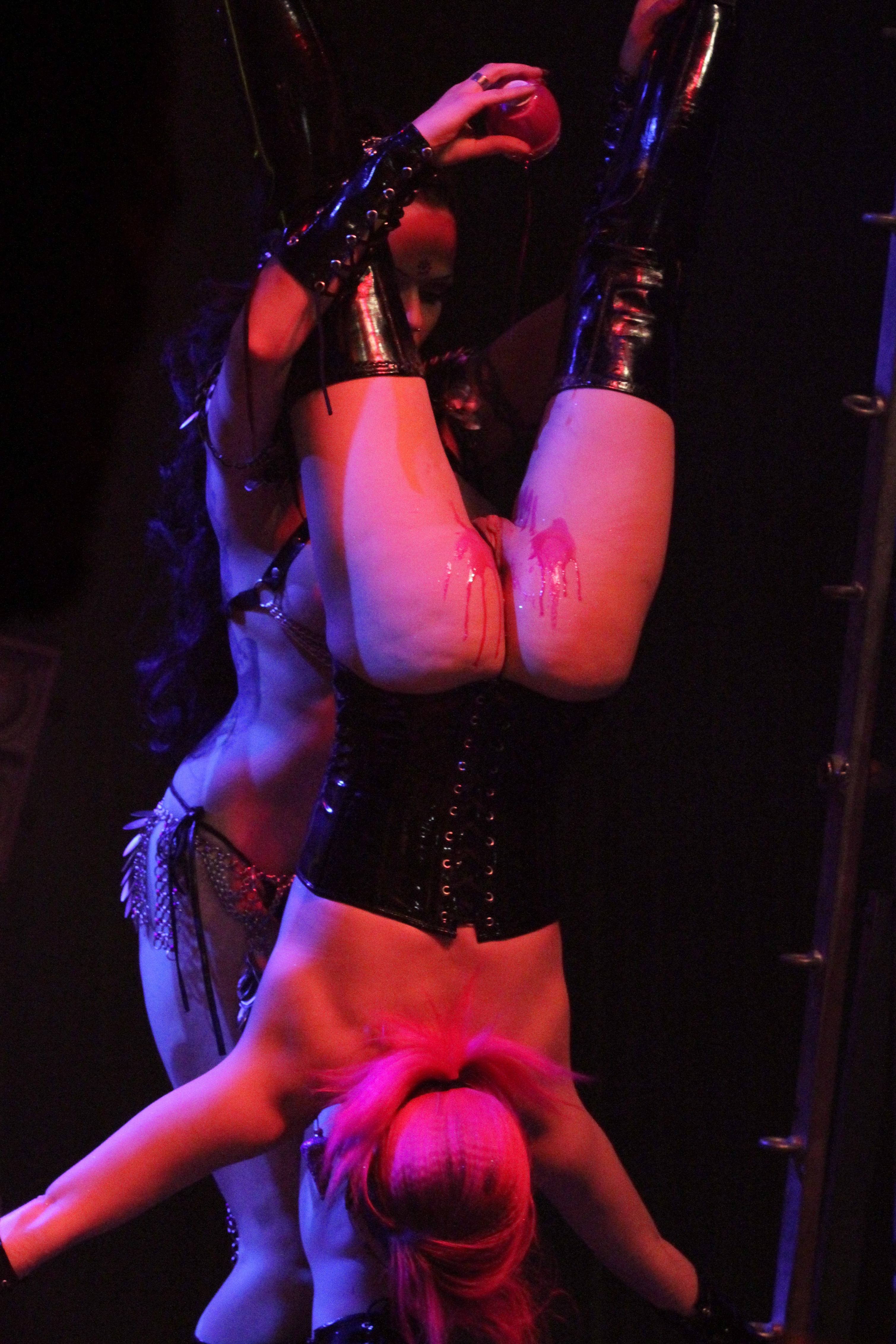
Performer dejando caer cera de vela caliente sobre los genitales de una mujer desnuda colgada boca abajo durante una actuación pública (en el festival de música Wave-Gotik-Treffen, Alemania, 2014)

La tortura vaginal (también conocida como genitortura femenina o tortura genital femenina) es una actividad sexual del ámbito del BDSM que implica la aplicación de dolor o presión en la vulva o la vagina, típicamente en el contexto del sadomasoquismo. La tortura vaginal está destinada a realizarse de forma consensuada en el caso de BDSM; el receptor puede participar para recibir placer de la actividad, para proporcionar placer a su sádico dominante, o ambos. Muchas de estas prácticas conllevan importantes riesgos para la salud y requieren la debida precaución.

## Actividades
La tortura vaginal se aplica en actividades como:
- juegos de cera
- azotes
- apretones en la vulva (o en los labios vaginales)
- la electroestimulación erótica
- la perforación genital (por ejemplo, con agujas)
- el figging (insertar jengibre en la vagina)
- el uso de sargentos
- el uso de dispositivos "esparcidores de coño" con pinzas para la ropa adjuntas (para la extensión de los labios)
- el uso de espéculos (para extender la abertura vaginal)
- el uso de cuerdas de entrepierna
- la colocación de pesas en los labios
- la inserción de objetos en la vagina (por ejemplo, un consolador de gran tamaño o un gancho para el coño)
- insertar una mano en la vagina (fisting)
- el uso de máquinas sexuales
- el disparo de chorros de agua de ducha en los genitales
- producir orgasmos forzados utilizando dispositivos como vibradores o bolas chinas
- sentarse prolongadamente en un caballo de madera o en un sybian

## Galería

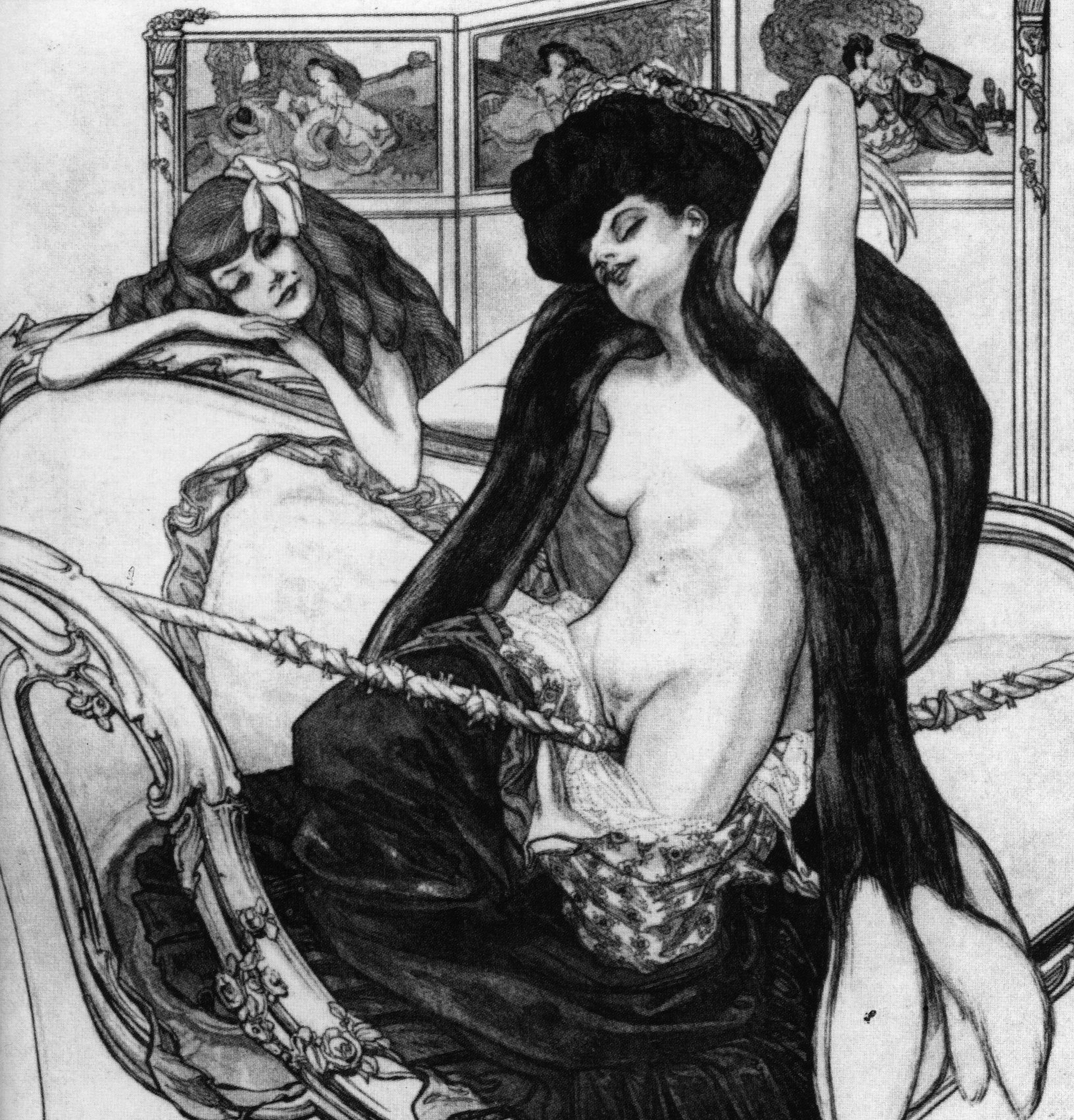
Dessins Amoureux: Le Jardin d'Aphrodite, un dibujo de 1907 de Franz von Bayros que muestra a una mujer con una cuerda en la entrepierna
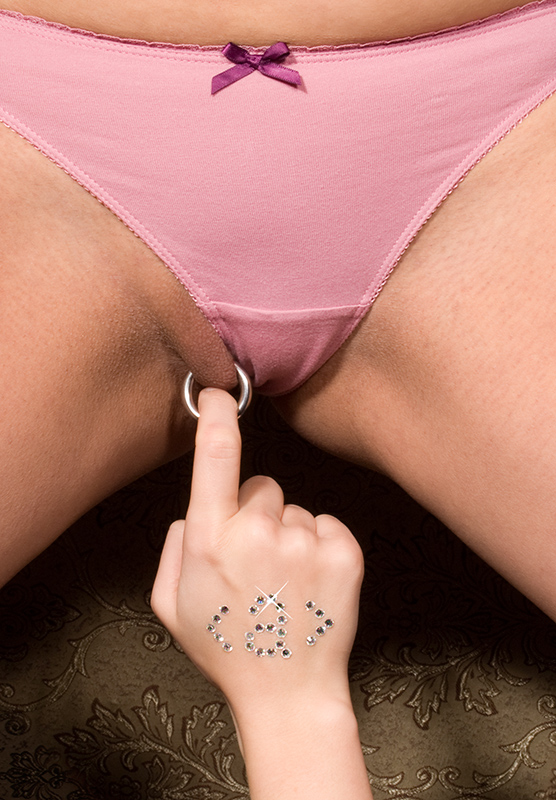
Performer tirando de un piercing labial
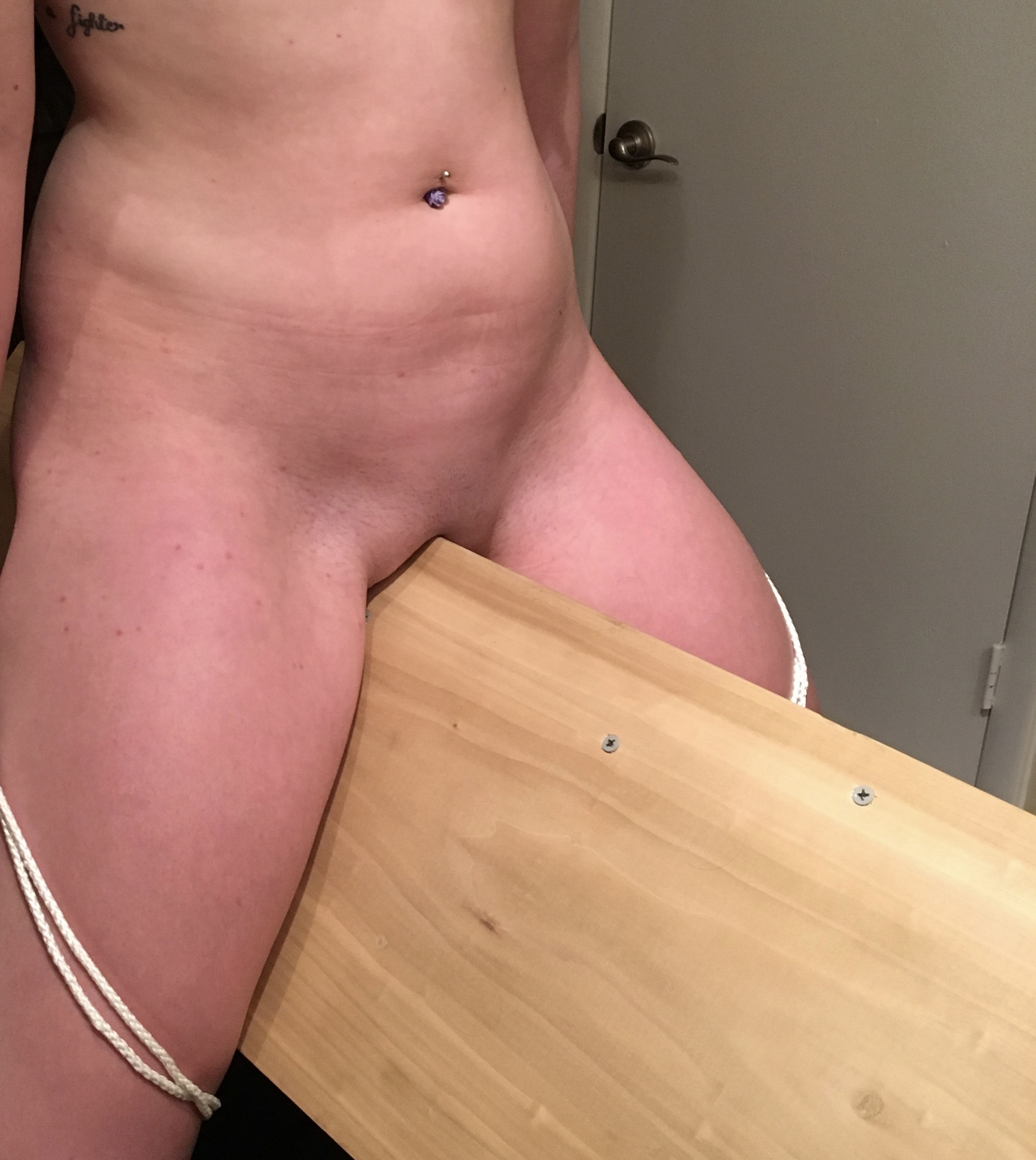
Mujer desnuda sentada sobre un caballo de madera
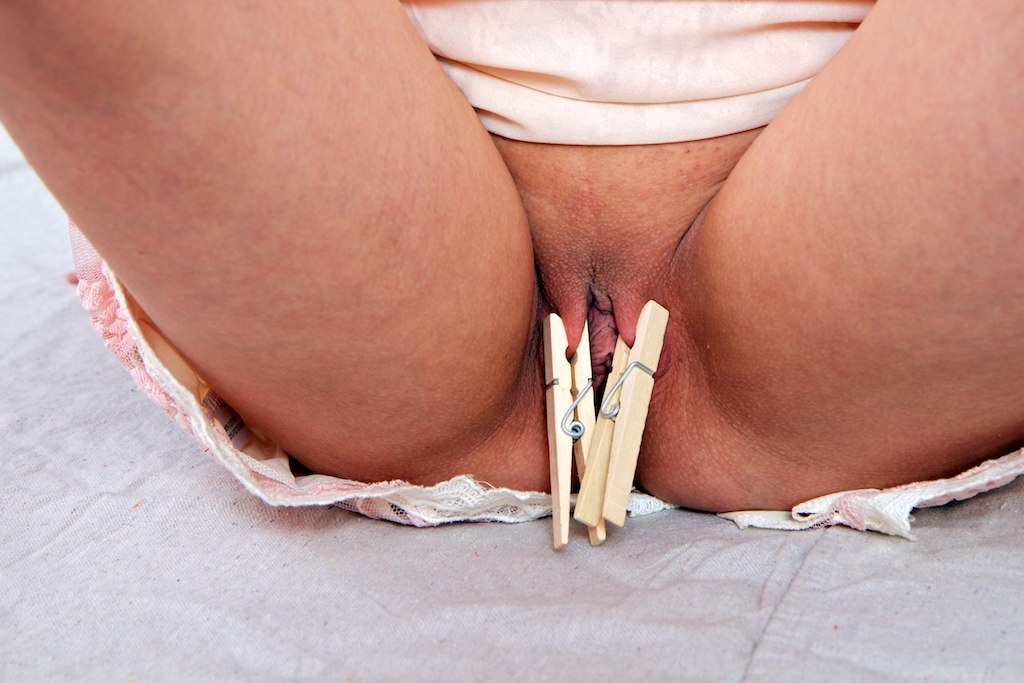
Pinzas para la ropa utilizadas en labios vaginales
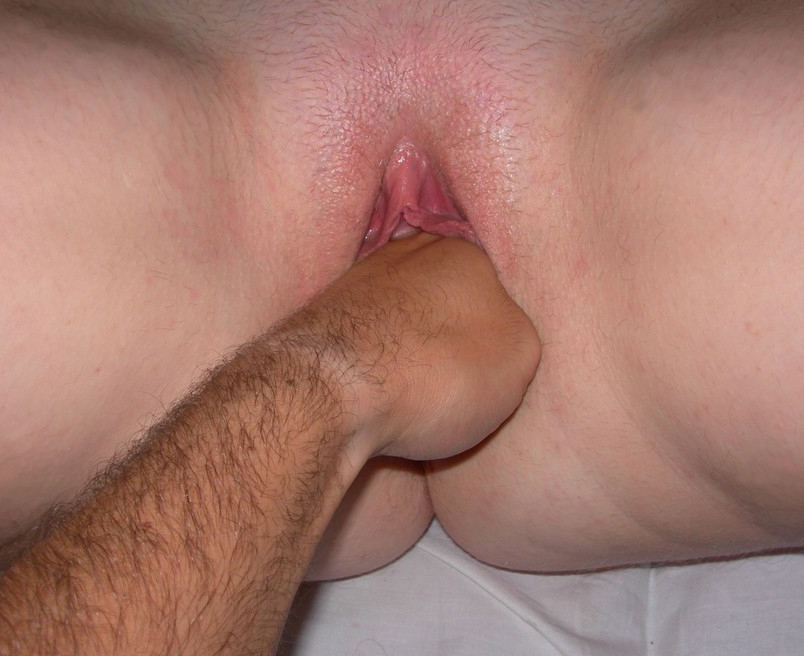
Hombre haciéndole fisting a una mujer
Estimulación uretral femenina
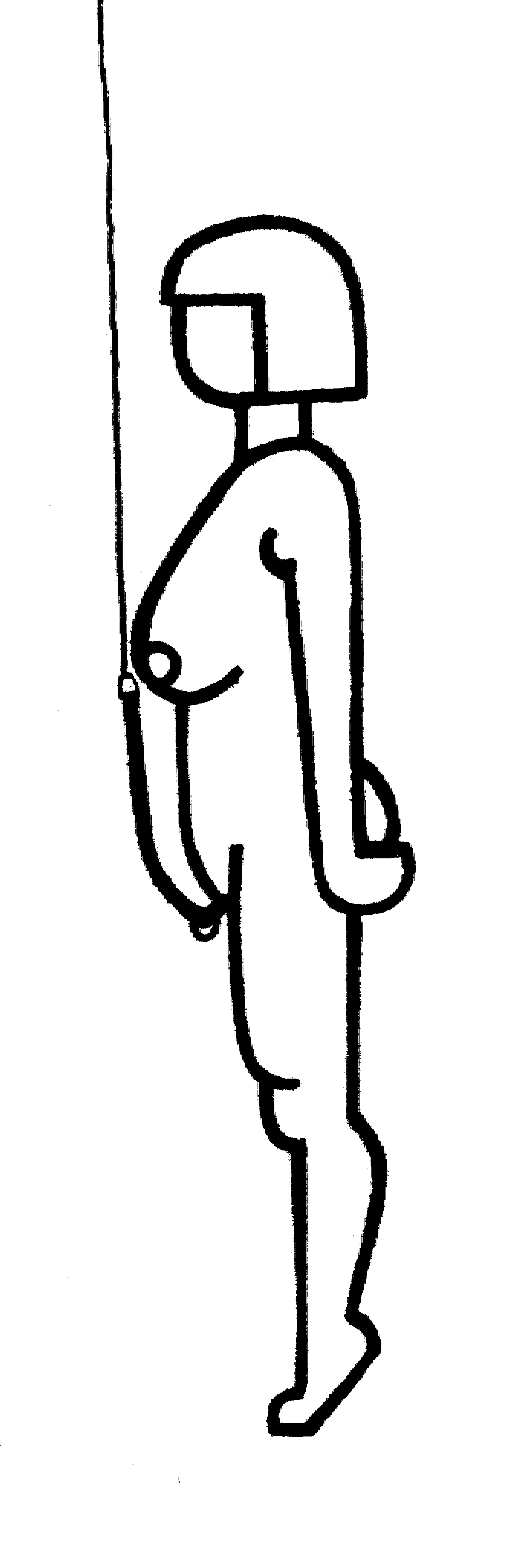
Representación de una mujer obligada a ponerse de puntillas para evitar ser lastimada por un gancho de metal en la vulva

## Recursos adicionales
- Diana Leigh. «Cunt Torture Class». Eros Guide Ezine. San Francisco. Archivado desde el original el 2 de septiembre de 2017. Consultado el 7 de octubre de 2021.
- Wikimedia Commons alberga una categoría multimedia sobre Tortura vaginal.

- Datos: Q30325584
- Multimedia: Female genital torture / Q30325584